# Dean Galt
Dean Robert Galt (* 13. Februar 1971 in Invercargill) ist ein neuseeländischer Badmintonspieler.

## Karriere
Dean Galt nahm 1992 im Herreneinzel und -doppel an Olympia teil. Er verlor dabei jeweils gleich in der ersten Runde und wurde somit 33. im Einzel und 17. im Doppel. Bei der Badminton-Weltmeisterschaft 1989 wurde er 17. im Einzel. Bei den New Zealand Open gewann er von 1990 bis 1998 insgesamt sieben Titel.

## Sportliche Erfolge
| Saison | Veranstaltung          | Disziplin    | Platz | Name                        |
| ------ | ---------------------- | ------------ | ----- | --------------------------- |
| 1989   | Weltmeisterschaft      | Herreneinzel | 17    | Dean Galt                   |
| 1990   | New Zealand Open       | Herrendoppel | 1     | Dean Galt / Nick Hall       |
| 1992   | New Zealand Open       | Herrendoppel | 1     | Dean Galt / Andrew Compton  |
| 1992   | New Zealand Open       | Herreneinzel | 1     | Dean Galt                   |
| 1992   | Olympia                | Herreneinzel | 33    | Dean Galt                   |
| 1992   | Olympia                | Herrendoppel | 17    | Dean Galt / Kerrin Harrison |
| 1993   | New Zealand Open       | Herreneinzel | 1     | Dean Galt                   |
| 1993   | New Zealand Open       | Herrendoppel | 1     | Dean Galt / Kerrin Harrison |
| 1993   | New Zealand Open       | Mixed        | 1     | Dean Galt / Liao Yue Jin    |
| 1995   | Auckland International | Herrendoppel | 2     | Dean Galt / Glenn Stewart   |
| 1998   | New Zealand Open       | Herrendoppel | 1     | Dean Galt / Daniel Shirley  |
| 1998   | Auckland International | Herrendoppel | 3     | Dean Galt / Daniel Shirley  |
| 1998   | Auckland International | Mixed        | 1     | Dean Galt / Tammy Jenkins   |
| 1999   | Ozeanienmeisterschaft  | Herrendoppel | 2     | Dean Galt / Daniel Shirley  |
| 1999   | Auckland International | Herrendoppel | 2     | Dean Galt / Daniel Shirley  |